# Tryntje Jonas
Tryntje Jonas, född 1582, död 1644, var en nederländsk barnmorska. 
Hon är känd i historien som den första licenserade barnmorskan i den då holländska kolonin New York. Hon kom från Marstrand. 